# Coppa di Lega 2000-2001 (hockey su pista)
La Coppa di Lega 2000-2001 è stata la 4ª edizione della omonima competizione italiana di hockey su pista. Il torneo ha avuto inizio il 15 giugno e si è concluso il 22 giugno 2001.
Il trofeo è stato conquistato dal Novara per la terza volta nella sua storia.

## Squadre partecipanti
- Amatori Reggio Emilia
- Amatori Vercelli (Rinuncia)
- Bassano 54
- Breganze
- Forte dei Marmi
- Modena

- Novara
- Primavera Prato
- Roller Salerno
- Scandianese
- Rotellistica 93
- Trissino

## Risultati

### Prima fase

#### Girone A
Il girone A fu disputato a Novara dal 15 al 16 giugno 2001.
| Squadra               | Pt | G | V | N | P | GF | GS | DG  |
| --------------------- | -- | - | - | - | - | -- | -- | --- |
| Novara                | 9  | 3 | 3 | 0 | 0 | 29 | 9  | +20 |
| Primavera Prato       | 4  | 3 | 1 | 1 | 1 | 10 | 7  | +3  |
| Rotellistica 93       | 4  | 3 | 1 | 1 | 1 | 16 | 17 | -1  |
| Amatori Reggio Emilia | 0  | 3 | 0 | 0 | 3 | 6  | 28 | -22 |

| Novara 15 giugno 2001 | Novara | 14 – 6 | Rotellistica 93 | Palasport Dal Lago |

| Novara 15 giugno 2001 | Amatori Reggio Emilia | 2 – 8 | Primavera Prato | Palasport Dal Lago |

| Novara 16 giugno 2001 | Primavera Prato | 2 – 2 | Rotellistica 93 | Palasport Dal Lago |

| Novara 16 giugno 2001 | Amatori Reggio Emilia | 3 – 12 | Novara | Palasport Dal Lago |

| Novara 16 giugno 2001 | Novara | 3 – 0 | Primavera Prato | Palasport Dal Lago |

| Novara 16 giugno 2001 | Amatori Reggio Emilia | 1 – 8 | Rotellistica 93 | Palasport Dal Lago |

### Final four
La Final four del torneo si è disputata a Prato dal 22 al 23 giugno 2001.

#### Tabellone
|  | Semifinali      | Semifinali      | Semifinali |            |        | Finale 1º/2º posto | Finale 1º/2º posto | Finale 1º/2º posto |  |
|  |                 |                 |            |            |        |                    |                    |                    |  |
|  | Novara          | Novara          | 3          |            |        |                    |                    |                    |  |
|  | Novara          | Novara          | 3          |            |        |                    |                    |                    |  |
|  | Modena          | Modena          | 0          |            |        |                    |                    |                    |  |
|  | Modena          | Modena          | 0          |            | Novara | Novara             | 3                  |                    |  |
|  |                 |                 |            |            | Novara | Novara             | 3                  |                    |  |
|  |                 |                 | Bassano 54 | Bassano 54 | 1      |                    |                    |                    |  |
|  | Bassano 54      | Bassano 54      | Bassano 54 | Bassano 54 | 1      | 5                  |                    |                    |  |
|  | Bassano 54      | Bassano 54      |            |            |        | 5                  |                    |                    |  |
|  | Primavera Prato | Primavera Prato | 2          |            |        | Finale 3º/4º posto | Finale 3º/4º posto | Finale 3º/4º posto |  |
|  | Primavera Prato | Primavera Prato | 2          |            |        |                    |                    |                    |  |
|  |                 |                 |            |            |        |                    |                    |                    |  |
|  |                 |                 |            |            |        | Modena             | Modena             | 6                  |  |
|  |                 |                 |            |            |        | Modena             | Modena             | 6                  |  |
|  |                 |                 |            |            |        | Primavera Prato    | Primavera Prato    | 7                  |  |

#### Semifinali
| Prato 22 giugno 2001 | Novara | 3 – 0 | Modena | PalaRogai |

| Prato 22 giugno 2001 | Bassano 54 | 5 – 2 | Primavera Prato | PalaRogai |

#### Finale
| Arbitro: | Bisacco (Follonica) |

|                                                                                    |            |                                                                    |
| Ale. Michielon 8'42" Orlandi 12'43" Alb. Michielon 31'35"                          | Marcatori  | 41'43" Amato                                                       |
| Cunegatti Alb. Michielon Ale. Michielon Monteforte Orlandi Ortogni Piscitelli Rigo | Formazioni | Amato Bordin Crovadore Panizza Poli Pranovi Tonon Turchetto Ventra |
| Parasuco                                                                           | Allenatori |                                                                    |